# 玻璃蘋果/SWEET MEMORIES
《玻璃蘋果／SWEET MEMORIES》（日語：ガラスの林檎／SWEET MEMORIES），是日本女歌手松田聖子的第14張單曲。1983年8月1日發行。兩首A面曲都是松田的代表歌曲。

## 簡介
《玻璃蘋果》由電子音樂大師細野晴臣作曲，松本隆作詞。
單曲發售首週即獲得Oricon公信榜冠軍，隨後6個星期保持在Oricon公信榜前十位。後來由於當時的B面曲《SWEET MEMORIES》作為三得利的罐裝啤酒的電視廣告歌曲，歌曲濃郁的爵士風格以及廣告中的動畫企鵝形象大受歡迎；唱片公司決定將《SWEET MEMORIES》提升為A面曲，作為雙A面單曲改版發售，並且以《SWEET MEMORIES》作為改版的封面。結果在單曲發售兩個多月後，再次登上Oricon公信榜冠軍的位置。單曲第二次成為Oricon冠軍之後的次週，也是由松田的下一張單曲《鑽石瞳孔／泛黃的照片》奪得冠軍，順利實現了同一個歌手的單曲冠軍的「過渡」；《玻璃蘋果／SWEET MEMORIES》則是當週的第2位，松田成為1970年的藤圭子以來第二位獨占Oricon公信榜單曲第1、第2位的女性歌手。
連續兩週成為《The Best Ten》的冠軍歌曲，在《The Best Ten》的年終榜上，《玻璃蘋果》高踞年度第13位，在快到年底才成為A面曲的《SWEET MEMORIES》也排在第63位。
總銷量高達85.7萬張，是1983年度日本單曲銷量第7位。創下了松田的單曲銷量新高，也是1996年的《想見你～Missing You～／奔向明天》之前松田銷量最高的單曲。
當年年底的NHK紅白歌合戰（第34回）上，松田獲邀演唱《玻璃蘋果》；1999年，具有紀念性的第50回NHK紅白歌合戰，松田選擇了以《SWEET MEMORIES》作為演唱歌曲。
《玻璃蘋果》榮獲FNS歌謠祭的最歌唱賞、日本唱片大賞的金賞；大村雅朗也因《SWEET MEMORIES》獲得日本唱片大賞的編曲賞。
SWEET MEMORIES于2010年被倖田來未翻唱

## 收錄曲目
1. 玻璃蘋果（ガラスの林檎）
  - 作詞：松本隆；作曲：細野晴臣；編曲：細野晴臣、大村雅朗
2. SWEET MEMORIES
  - 作詞：松本隆；作曲、編曲：大村雅朗
  - 三得利罐裝啤酒的廣告歌
  - 1985年東寶系動畫電影《Memory Penguins 幸福物語》的主題曲